# 杂配轴藜
杂配轴藜（学名：Axyris hybrida）为苋科轴藜属的植物。分布于蒙古、俄罗斯以及中国大陆的新疆、甘肃、山西、黑龙江、河北、河南、青海、西藏、云南、内蒙古等地，生长于海拔350米至3,300米的地区，见于草滩、河滩、山坡、路旁、田边和沙丘上，目前尚未由人工引种栽培。